# Ulica Elsterska w Warszawie

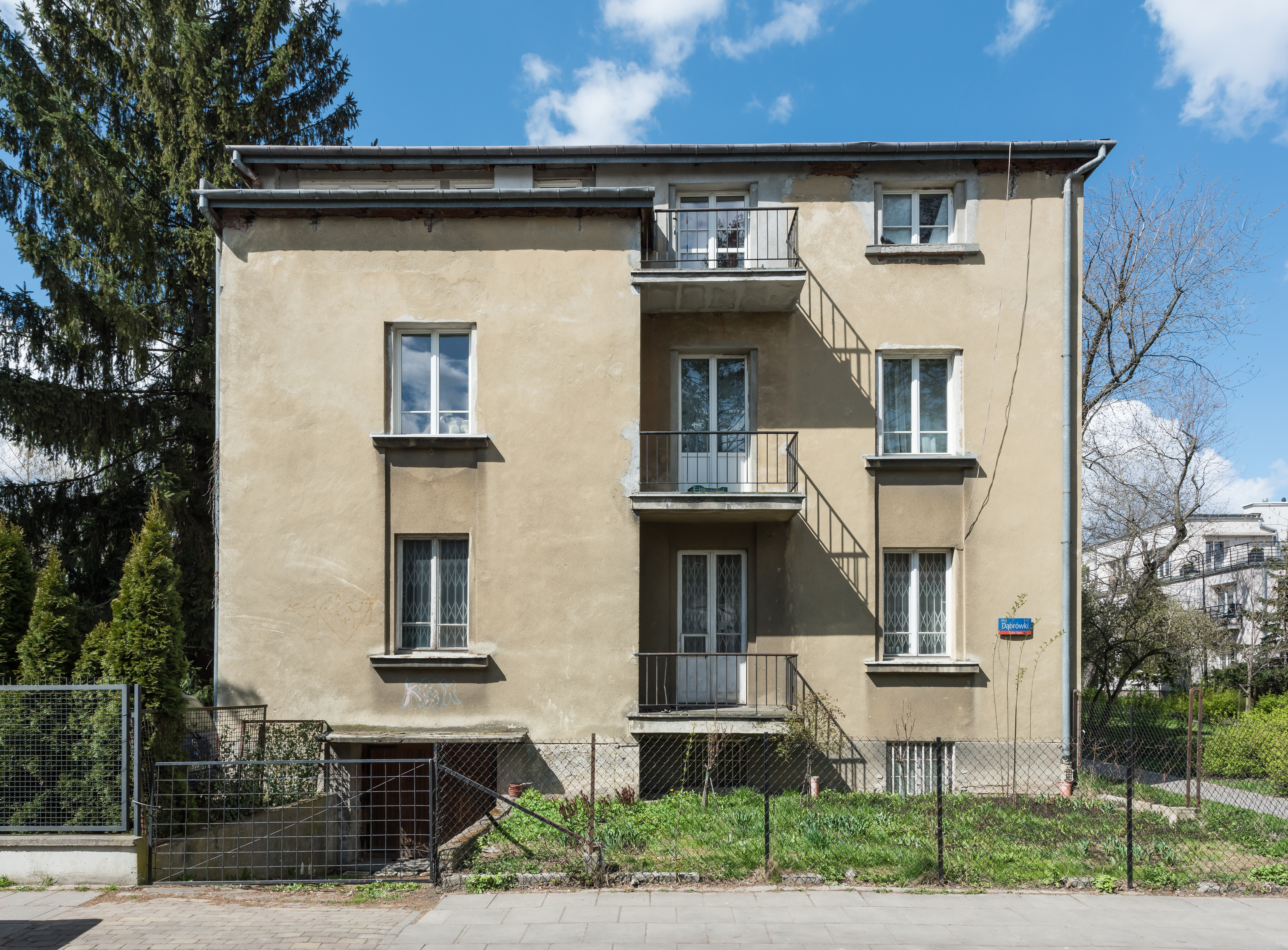
Elsterska 1: willa Różyckiego (1935)

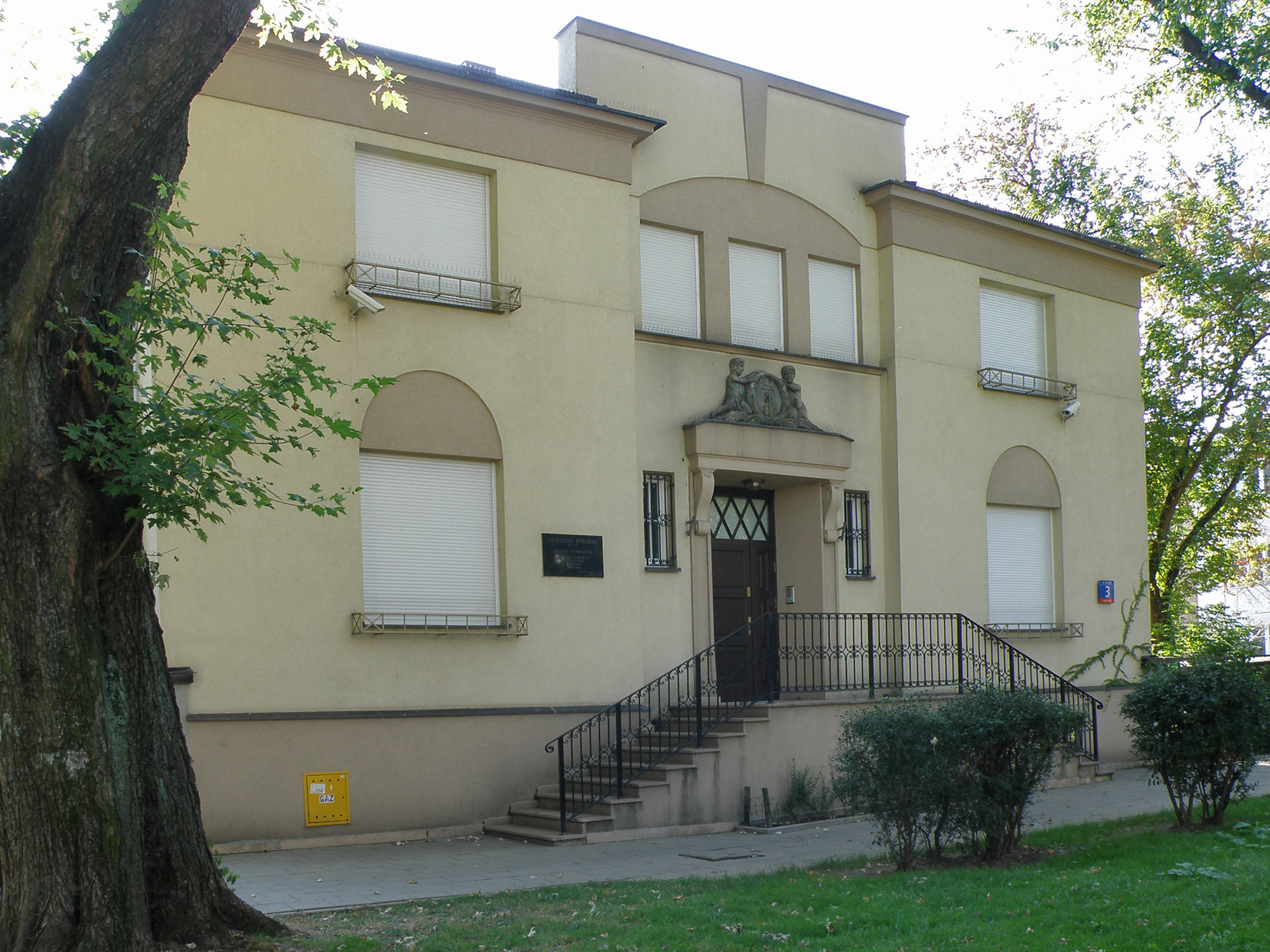
Elsterska 3: willa Fitelberga i Szmolcówny (ok. 1929-1930)

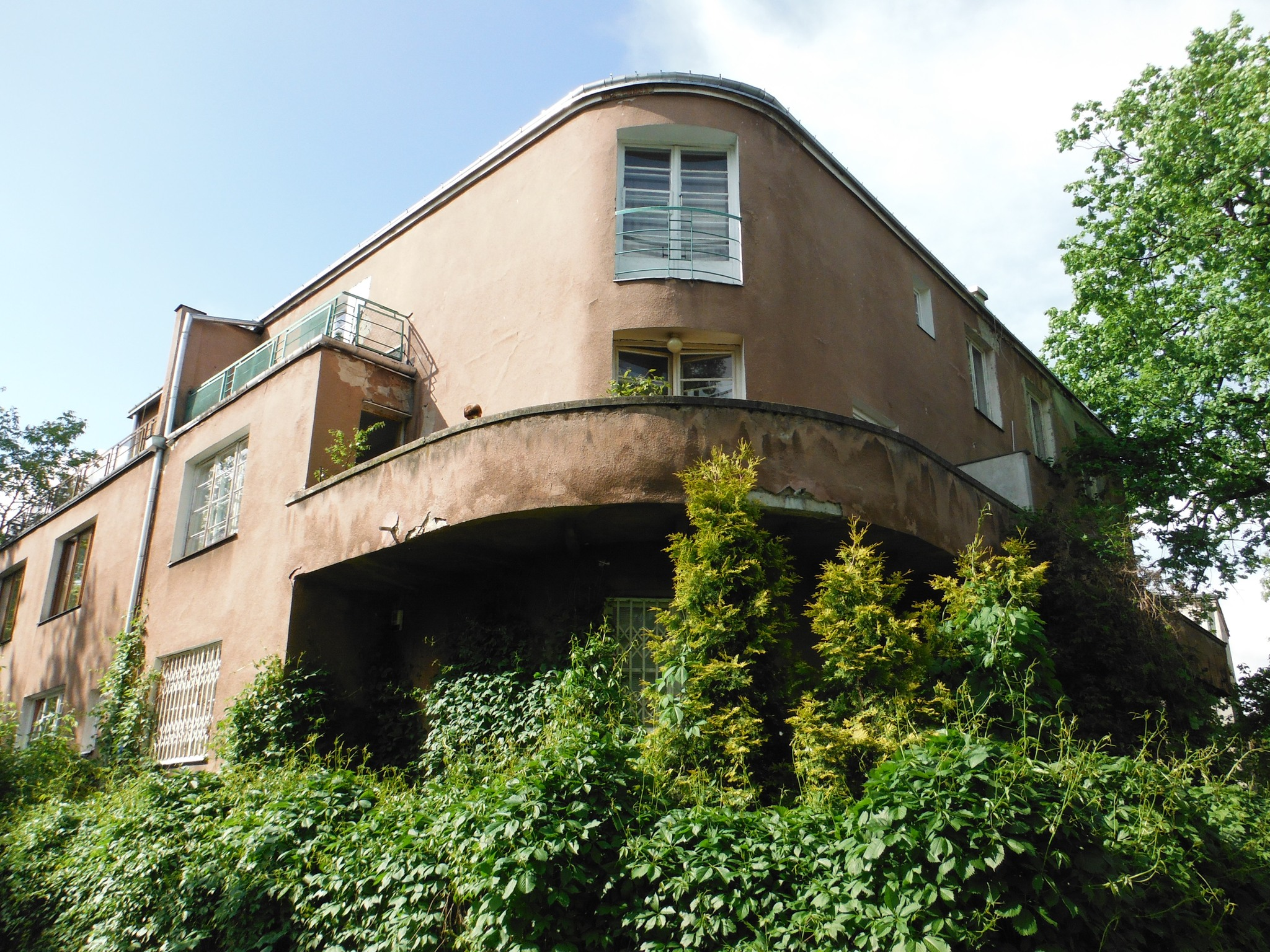
Elsterska 6: willa gen. Burhardta-Bukackiego i inż. Szaniawskiego (ok. 1931-1932)

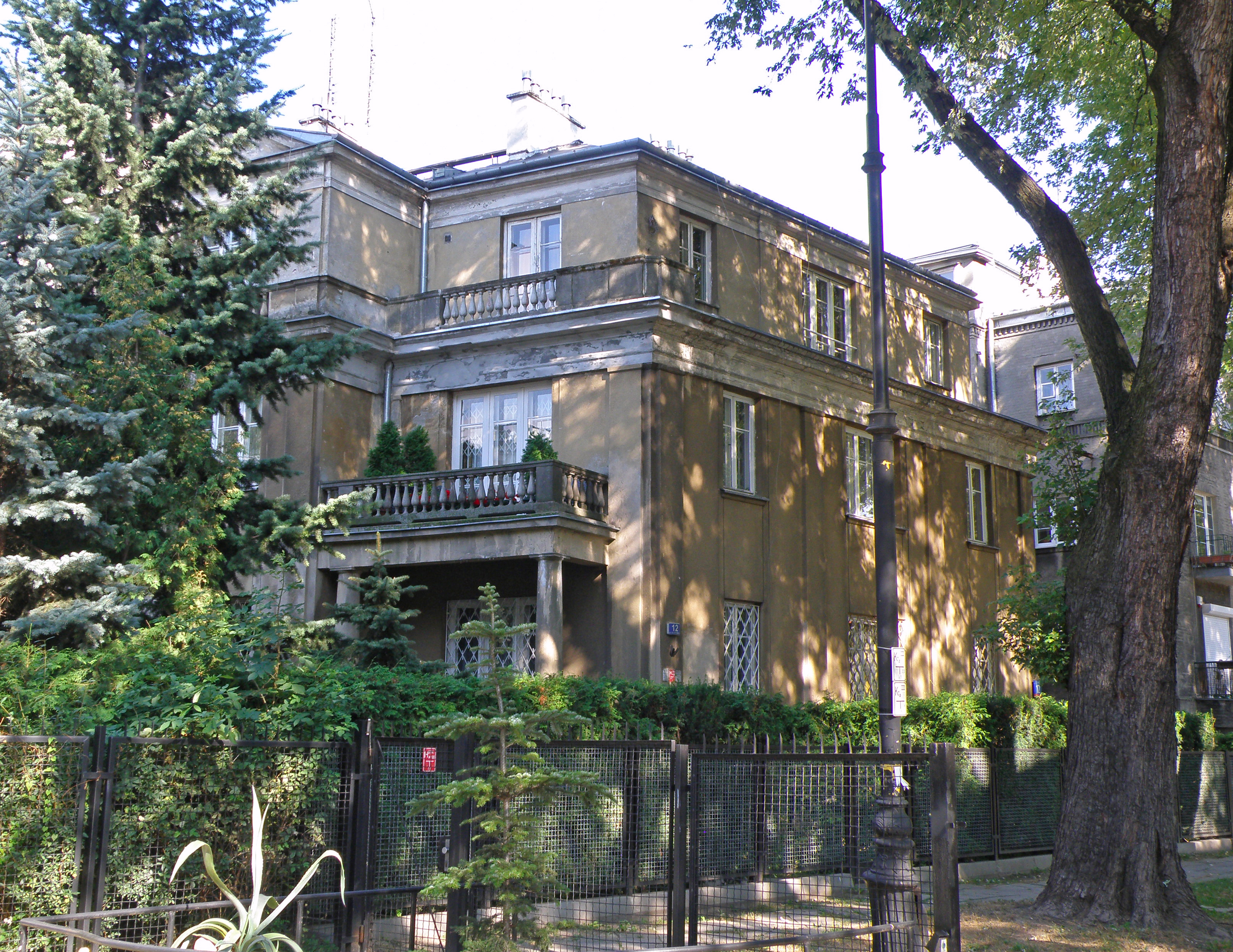
Elsterska 12: willa z ok. 1930

Ulica Elsterska – ulica na Saskiej Kępie w Warszawie, biegnąca od skrzyżowania z ul. Dąbrówki do skrzyżowania z ul. Galijską. Jej zabudowę stanowią domy mieszkalne, pochodzące częściowo z okresu dwudziestolecia międzywojennego, spośród których kilka wpisanych jest do rejestru zabytków. Nazwa ulicy nawiązuje do rzeki Elstery, co wpisuje się w nazewnictwo kilku sąsiednich ulic, które odnoszą się do postaci księcia Józefa Poniatowskiego.

## Przebieg i ruch uliczny
Ulica Elsterska stanowi łącznik między ul. Dąbrówki a ul. Galijską. Znajduje się w północnej części Saskiej Kępy, blisko Ronda Waszyngtona, w podobnej odległości zarówno od ul. Francuskiej, jak i al. Waszyngtona. Jezdnia dla samochodów znajduje się wyłącznie na odcinku między ul. Lipską a Galijską, nie przebiegają przez nią trasy komunikacji miejskiej ani drogi dla rowerów. Pozostała część udostępniona jest wyłącznie pieszym.

## Historia
Stała zabudowa ulicy Elsterskiej rozpoczęła się na przełomie lat 20. i 30. XX wieku. Wspomniano o tym m.in. w jednym z numerów tygodnika Świat z 1931, w którym pisano o rozwoju Saskiej Kępy: Jest ona w stadium powstawania, w tej chwili przedstawia się chaotycznie. Obok ślicznie zabudowujących się ulic Obrońców, Elsterskiej czy Katowickiej leżą jeszcze pustkowia nawet nie ogrodzone. Elsterska już wówczas była jedną z ulic, między jezdniami której urządzony został zieleniec. W latach 1937–1938 przy Elsterskiej pojawiły się także kwietniki.
Według pierwotnych planów ulica Elsterska miała być jedną z głównych alej nowej dzielnicy. Według planu strefowego regulacji Warszawy z 1922 Elsterska miała być jedną z pięciu ulic odchodzących promieniście od Ronda Waszyngtona. Takie rozwiązanie widoczne jest m.in. na przedwojennych planach miasta.

## Obiekty
- Dom przy ul. Elsterskiej 1 – willa Różyckiego z 1935, zaprojektowana przez Teodora Bursche. Jest przykładem zastosowania stylu art déco. Charakterystyczne elementy domu to półokrągły wykusz na schodkowych wspornikach, zwieńczony mostkiem kapitańskim. Od strony ogrodu znajduje się półokrągły taras, podkreślający symetrię domu[9]. Budynek wpisany do rejestru zabytków[10].
- Dom przy ul. Elsterskiej 3 – willa Fitelberga i Szmolcówny z lat 1929-1930, jeden z najstarszych przy tej ulicy. Budynek, nawiązujący formą do rokokowego pałacyku, zrealizowany został w stylu uproszczonego akademizmu, z oszczędnym detalem historycznym. Wyjątek stanowią charakterystyczne rzeźbione putta, dźwigające kartusz z inicjałami Grzegorza Fitelberga i Haliny Szmolcówny. Elewacja została odrestaurowana w 2006 roku[5]. W domu mieściła się m.in. sala ćwiczeń, w której ćwiczyła i udzielała lekcji tańca Halina Szmolcówna[11]. Na budynku znajdowała się tablica upamiętniająca obecność Zarządu Głównego Stronnictwa Demokratycznego, który w okresie 1944-1945 miał tam swą siedzibę. Obecna tablica upamiętniająca zasłużonego mieszkańca domu umieszczona została w 1996[12].
- Dom przy ul. Elsterskiej 6 – willa gen. Burhardta-Bukackiego i inż. Szaniawskiego z ok. 1931-1932, zaprojektowana przez Wilhelma Henneberga i Chwalisława Kopcia. Budynek reprezentuje styl okrętowy (ang. streamline), ale wykorzystane w nim motywy nawiązują do nowoczesności głównie formą, a nie wykonaniem[13], przez co na tle pozostałych budynków w okolicy powstałych w podobnym okresie wyróżnia się raczej negatywnie[14]. W domu tym mieszkali m.in. hrabia Alfred Wielopolski, Edmund Wierciński, Kazimierz Reyman[15], Józef Kulczycki[16].
- Dom przy ul. Elsterskiej 9 – dom, w którym mieszkał płk. Camillo Perini[15].
- Dom przy ul. Elsterskiej 10 –  trzykondygnacyjny budynek z lat 30. XX w. z nadbudówkami i dwoma garażami  z okładziną z szarek cegły cementowej, nad wejściem płaskorzeźba Matki Boskiej. Dom należał do legionisty, sapera, kapitana Leopolda Zathe'ya, jego żony Feliksy i rodziny Dyrdów. W domu tym mieszkali m.in. Andrzej Zathe'y, harcerz 5 Warszawskiej Drużyny Harcerskiej, który jako 17-letni żołnierz ochotnik poległ w obronie Lwowa we wrześniu 1939 roku i jego brat Ryszard Zathe'y, żołnierz AK, 16-letni powstaniec warszawski o pseudonimie „Ryś“, strzelec w batalionie Ruczaj.
- Dom przy ul. Elsterskiej 12 – willa z ok. 1930, której wygląd nawiązuje do klasycystycznych dworków (tzw. neoklasycyzm narodowy). W domu tym mieszkał m.in. Ludwik Bar[17]. Budynek wpisany do rejestru zabytków[10].

## Galeria

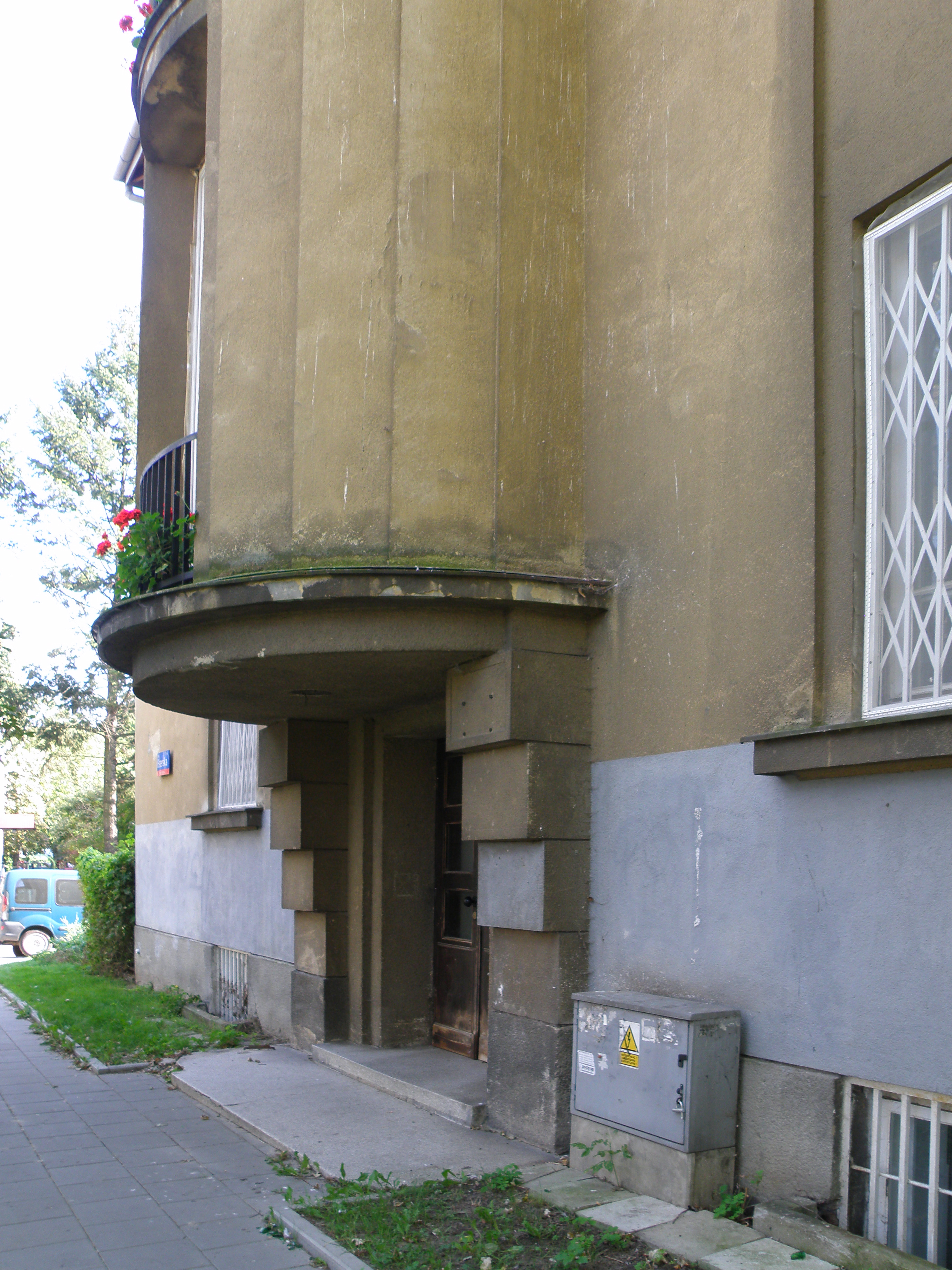
Elsterska 1: schodkowe wsporniki
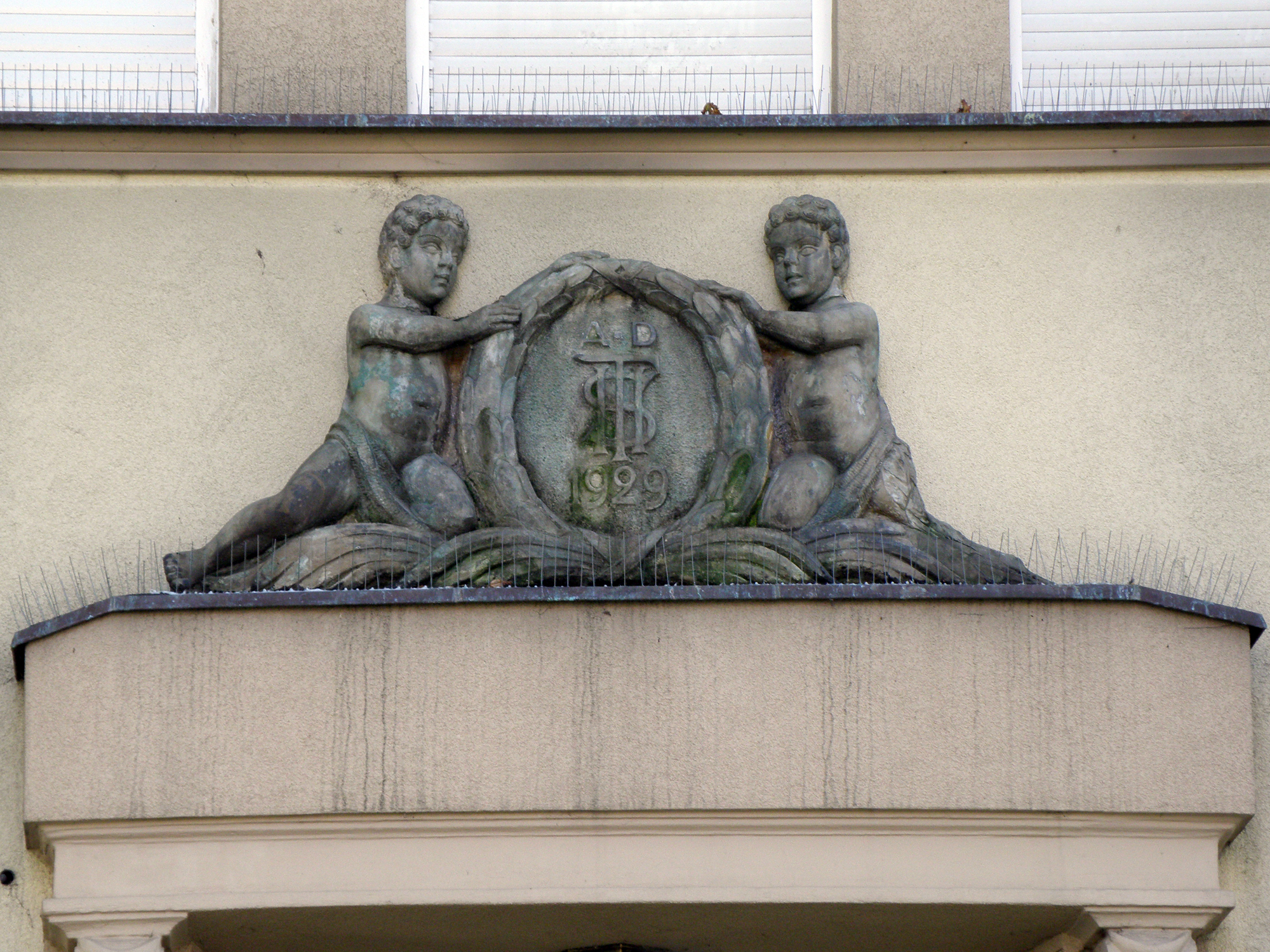
Elsterska 3: dekoracyjny kartusz
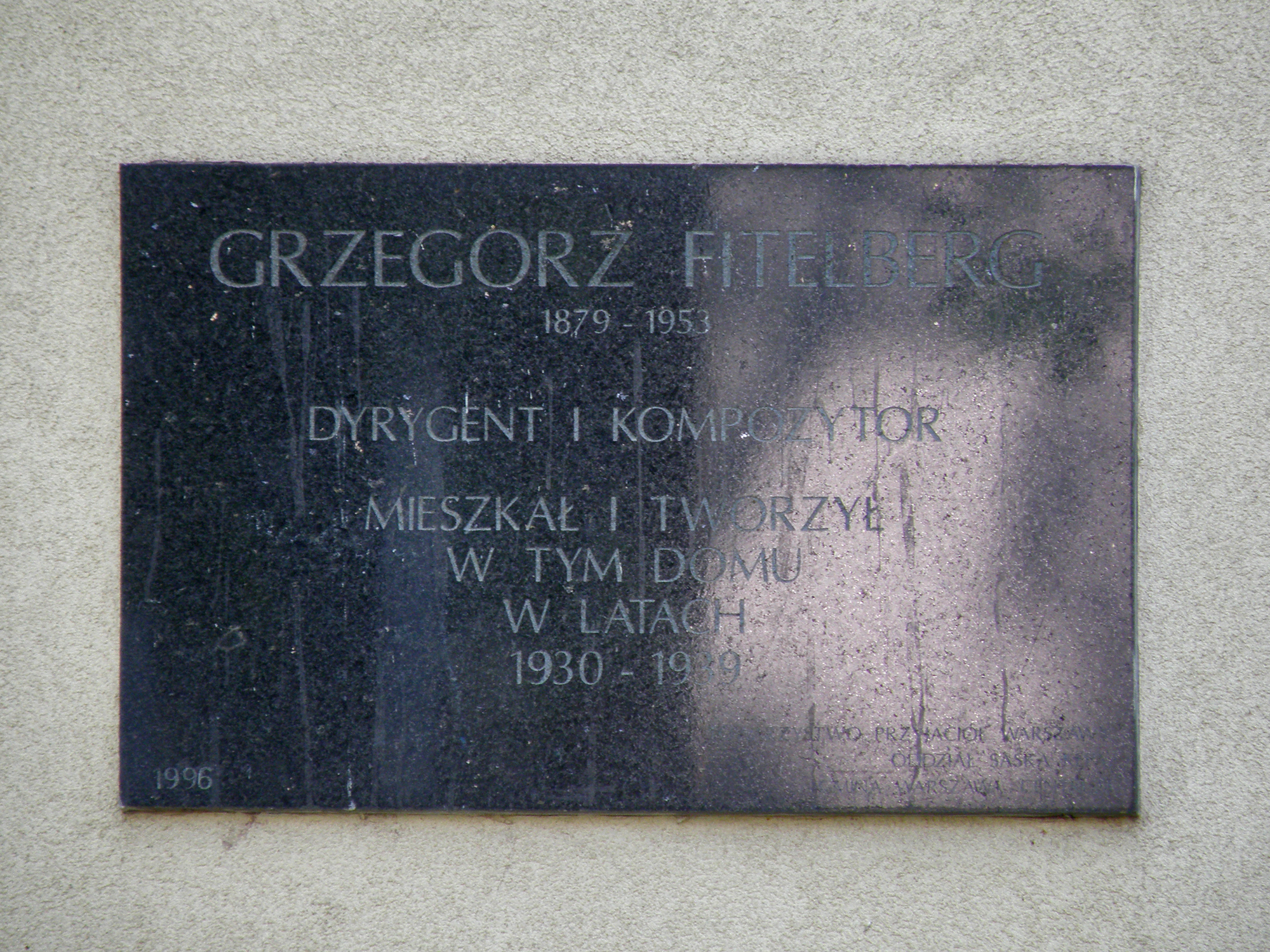
Elsterska 3: tablica pamiątkowa
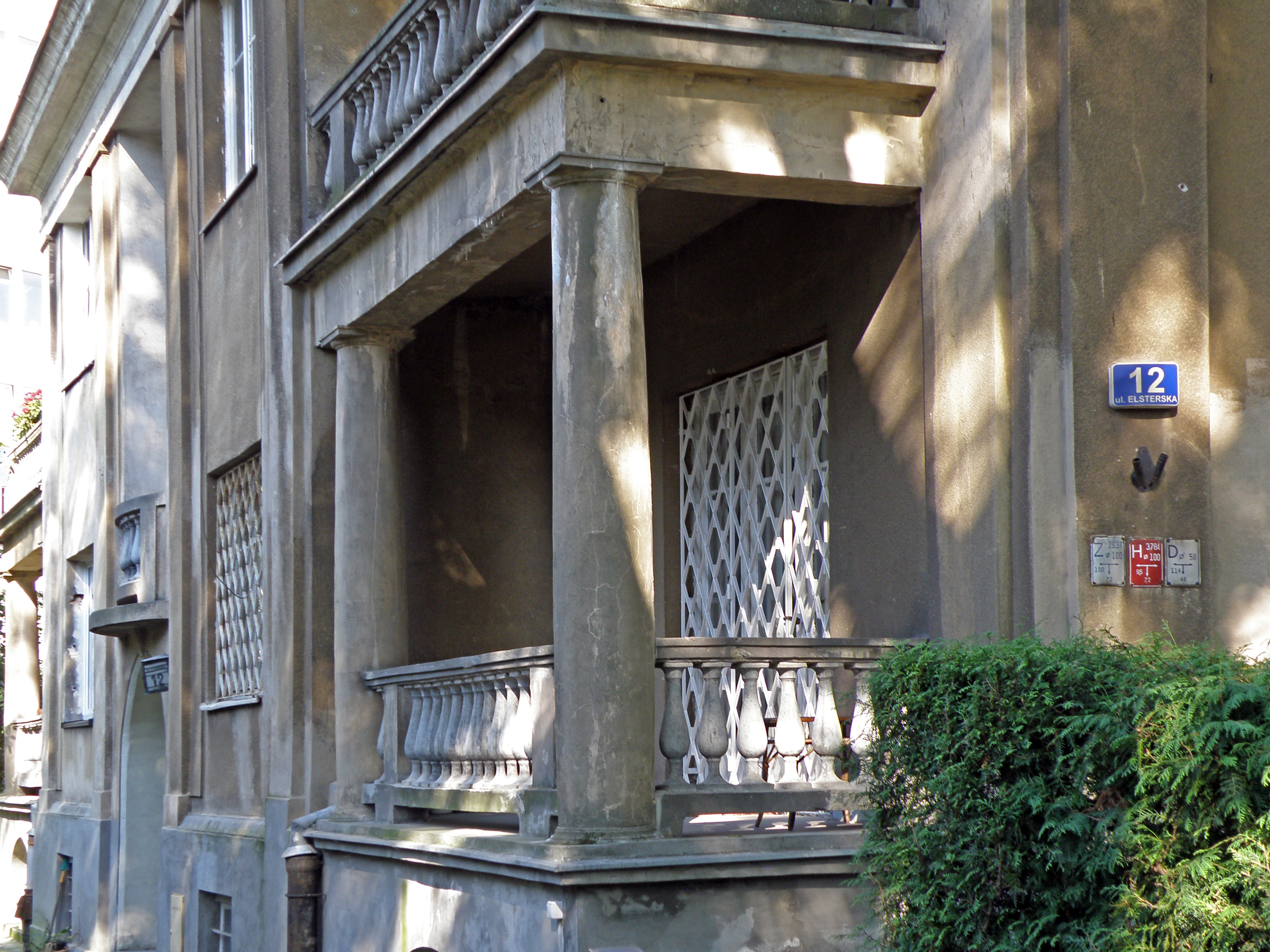
Elsterska 12